# 馬昆
馬昆（1440年—？），字克昌，浙江嘉興府平湖縣人，竈籍，明朝政治人物。進士出身。

## 生平
早年出身國子生，成化四年（1468年）戊子科浙江鄉試第七十五名。成化十一年（1475年）乙未科會試第二百五十九名，殿試登進士第三甲第一百七十五名。授江西永新县知县。行取南京都察院理刑，丁憂歸，服闋，弘治五年（1492年）正月授南京山东道監察御史，再丁憂，服闋，十四年八月復除廣西道御史，十六年十一月升雲南按察司副使。

## 家族
曾祖父馬義。祖父馬德。父亲馬䮾。